# ルイザ・ゲガ
ルイザ・ゲガ（Luiza Gega、1988年11月5日 - ）は、アルバニアの陸上競技選手、専門は中距離走。ディブラ出身。女子800m、1500m、3000m、5000m、10000m、3000m障害、マラソンのアルバニア国内記録保持者。
2011年の世界陸上競技選手権大会では女子800mに出場した。
2013年と2015年の世界陸上競技選手権大会では女子1500mに出場した。
2016年のリオデジャネイロオリンピックでは女子3000m障害に出場し、開会式では旗手を務めた。
2019年にドーハで開催された世界陸上競技選手権大会の女子3000m障害では決勝に進出した。自身が持つアルバニア国内記録を更新し、9位となった。
2021年の東京オリンピックの女子3000m障害では決勝に進出し13位となった。開会式では重量挙げ選手のブリケン・チャリヤと共に旗手を務めた。
2022年にユージーンで開催された世界陸上競技選手権大会の女子3000メートル障害でも決勝に進出した。自身が持つアルバニア国内記録を更新し、世界大会で過去最高の5位となり、初の入賞を果たした。

## 主な戦績
| 年   | 大会                         | 開催地           | 種目      | 順位            | 記録      | 備考              |
| ---- | ---------------------------- | ---------------- | --------- | --------------- | --------- | ----------------- |
| 2011 | 世界陸上競技選手権大会       | 大邱             | 800m      | 予選敗退 (28位) | 2分03秒21 |                   |
| 2012 | ヨーロッパ陸上競技選手権大会 | ヘルシンキ       | 1500m     | 予選敗退 (9位)  | 4分12秒54 |                   |
| 2013 | 地中海競技大会               | メルスィン       | 800m      | 4位             | 2分01秒96 |                   |
| 2013 | 地中海競技大会               | メルスィン       | 1500m     | 準優勝          | 4分05秒63 |                   |
| 2013 | 世界陸上競技選手権大会       | モスクワ         | 1500m     | 予選敗退 (19位) | 4分08秒79 |                   |
| 2014 | ヨーロッパ陸上競技選手権大会 | チューリッヒ     | 1500m     | 予選敗退 (11位) | 4分12秒25 |                   |
| 2015 | ヨーロッパ競技大会           | バクー           | 800m      | 準優勝          | 2分02秒36 |                   |
| 2015 | ヨーロッパ競技大会           | バクー           | 1500m     | 優勝            | 4分11秒58 |                   |
| 2015 | 世界陸上競技選手権大会       | 北京             | 1500m     | 予選敗退 (20位) | 4分09秒36 |                   |
| 2016 | ヨーロッパ陸上競技選手権大会 | アムステルダム   | 3000m障害 | 準優勝          | 9分28秒52 | 国内記録          |
| 2016 | オリンピック                 | リオデジャネイロ | 3000m障害 | 予選敗退 (48位) | 9分58秒49 |                   |
| 2018 | 地中海競技大会               | タラゴナ         | 3000m障害 | 優勝            | 9分27秒73 |                   |
| 2018 | ヨーロッパ陸上競技選手権大会 | ベルリン         | 3000m障害 | 4位             | 9分24秒78 |                   |
| 2019 | 世界陸上競技選手権大会       | ドーハ           | 3000m障害 | 9位             | 9分19秒93 | 国内記録          |
| 2021 | オリンピック                 | 東京             | 3000m障害 | 13位            | 9分34秒10 |                   |
| 2022 | 地中海競技大会               | オラン           | 3000m障害 | 優勝            | 9分14秒29 | 大会記録 国内記録 |
| 2022 | 世界陸上競技選手権大会       | ユージーン       | 3000m障害 | 5位             | 9分10秒04 | 国内記録          |

## 記録
| 種目      | 記録          | 年月日        | 場所         | 備考     |
| --------- | ------------- | ------------- | ------------ | -------- |
| 400m      | 55秒26        | 2013年4月24日 | ティラナ     |          |
| 800m      | 2分01秒31     | 2014年6月21日 | トビリシ     | 国内記録 |
| 1500m     | 4分02秒63     | 2015年5月15日 | ドーハ       | 国内記録 |
| 3000m     | 8分46秒61     | 2022年5月24日 | エルバサン   | 国内記録 |
| 5000m     | 15分16秒47    | 2022年6月19日 | クラヨーヴァ | 国内記録 |
| 10000m    | 32分16秒25    | 2021年6月5日  | バーミンガム | 国内記録 |
| 3000m障害 | 9分10秒04     | 2022年7月20日 | ユージーン   | 国内記録 |
| マラソン  | 2時間35分34秒 | 2020年10月4日 | スコピエ     | 国内記録 |